# Arc (armă)

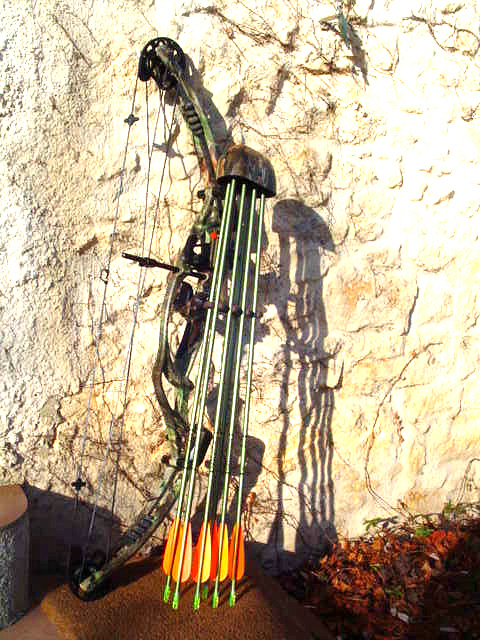
Arc sportiv din material compozit

Arcul este la origine o armă primitivă de aruncat săgeți, alcătuită dintr-o vergea elastică ușor încovoiată și o coardă prinsă de extremitățile vergii.
Alături de primele bărci de tip canoe, care au fost, cel mai probabil, construite în epoca mezolitică, arcul și de săgețile, sunt mari invenții ale lui Homo sapiens. Arcul a fost folosit ca armă de vânătoare sau de luptă încă din perioada 30.000 – 10.000 î.Hr. Astăzi este folosit doar în competiții sportive de tragere la țintă.
Arcurile tradiționale sunt construite din lemn, corn sau tendoane de animale. Arcurile cele mai apreciate sunt produse de înaltă tehnologie, de exemplu au vergeaua compusă din mai multe straturi diferite, iar construcția lor durează mai multe luni. Arcurile moderne sunt perfecționate în mod continuu, ele fiind construite din fibre speciale care asigură o elasticitate și rezistență mai mare la încovoieri repetate.

## Interdicție
În Germania vânătoarea cu arcul în pădure și vânarea peștilor cu arcul sunt interzise.

## Galerie

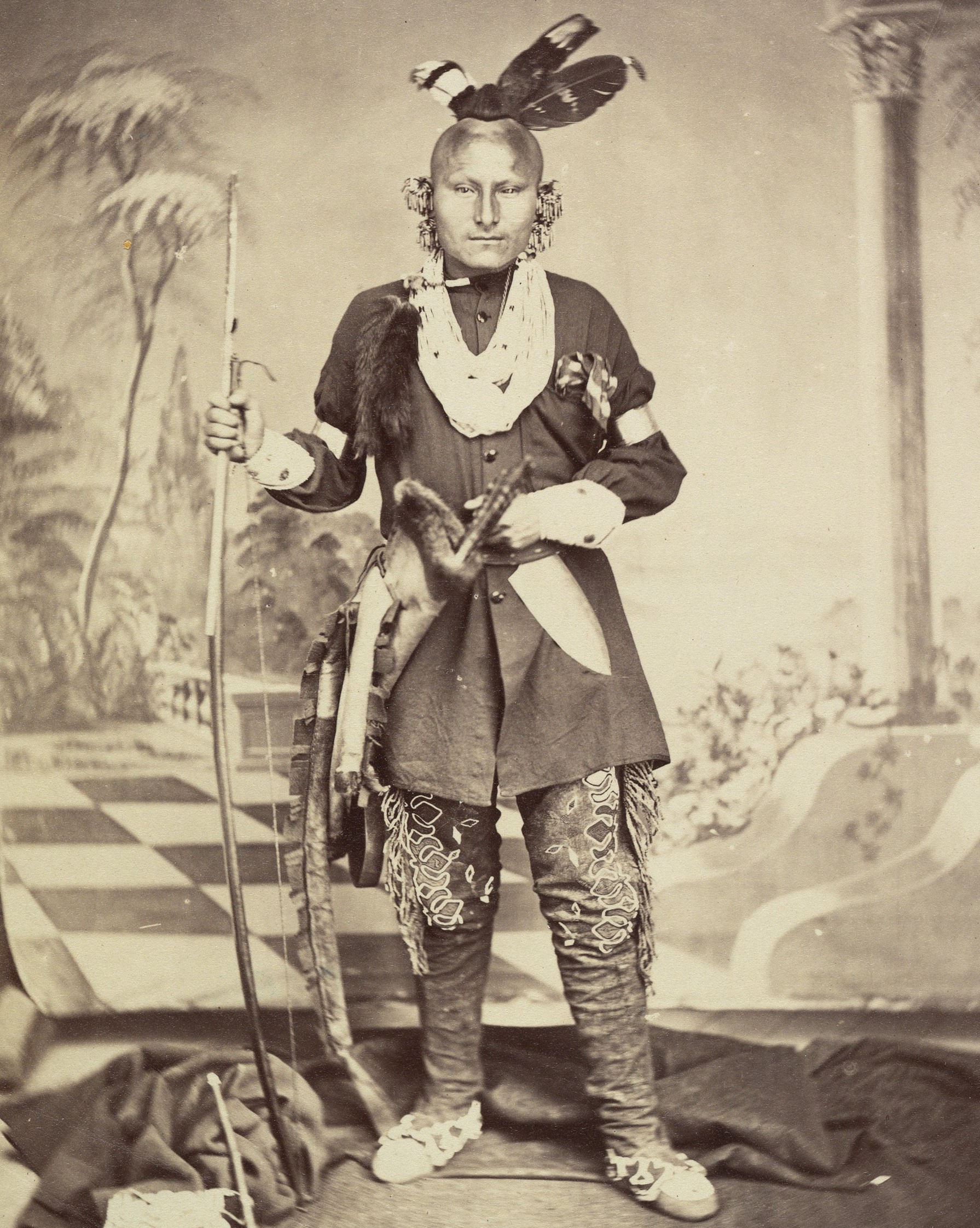
Portret al unui războinic nativ american din prerie — Great Plains (circa 1860)
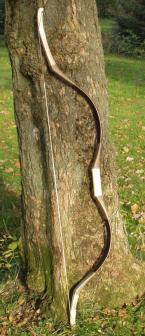
Arc de tip hun
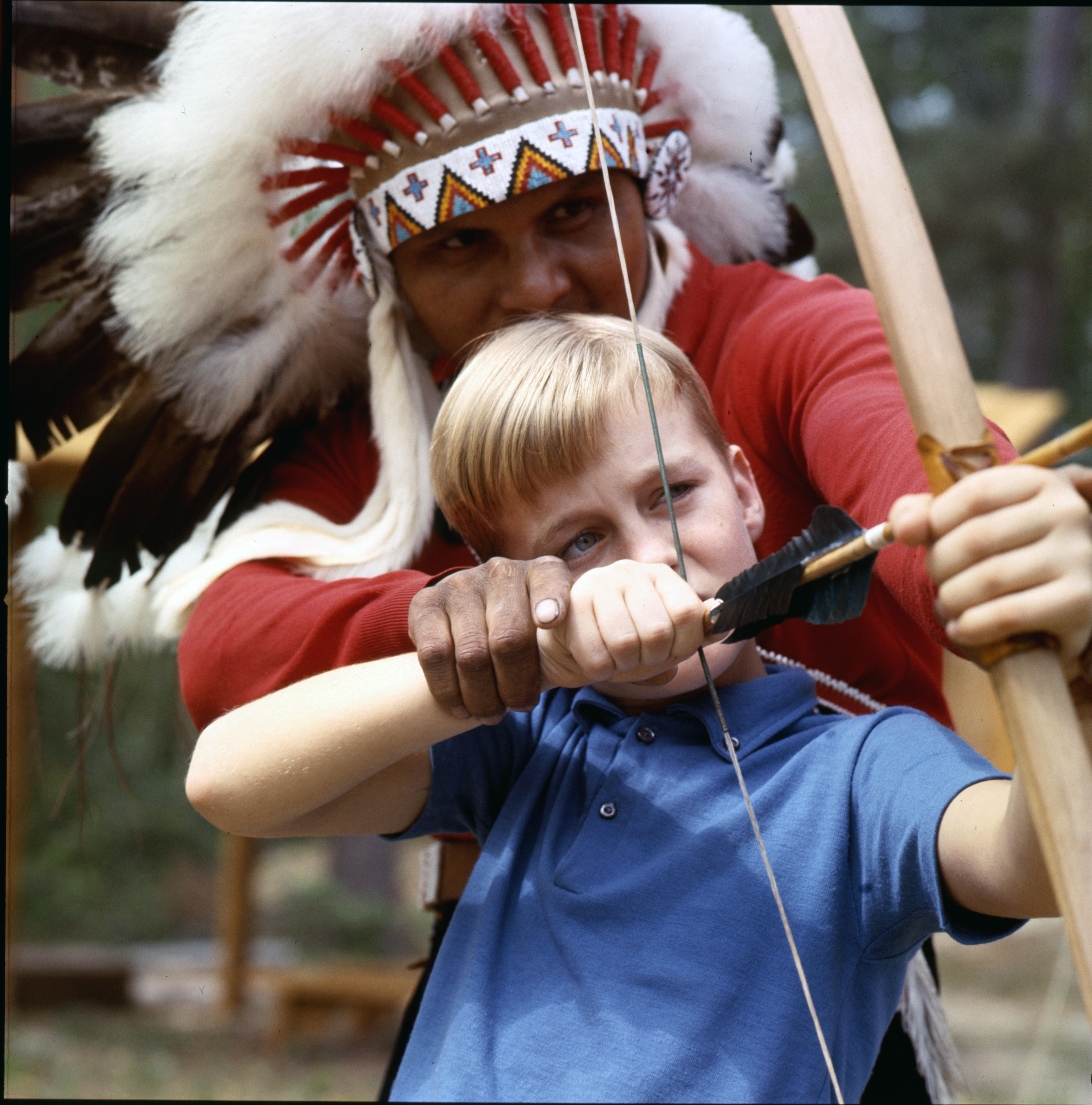
Învățarea „meseriei” de arcaș
Descrierea pieselor unui arc sportiv
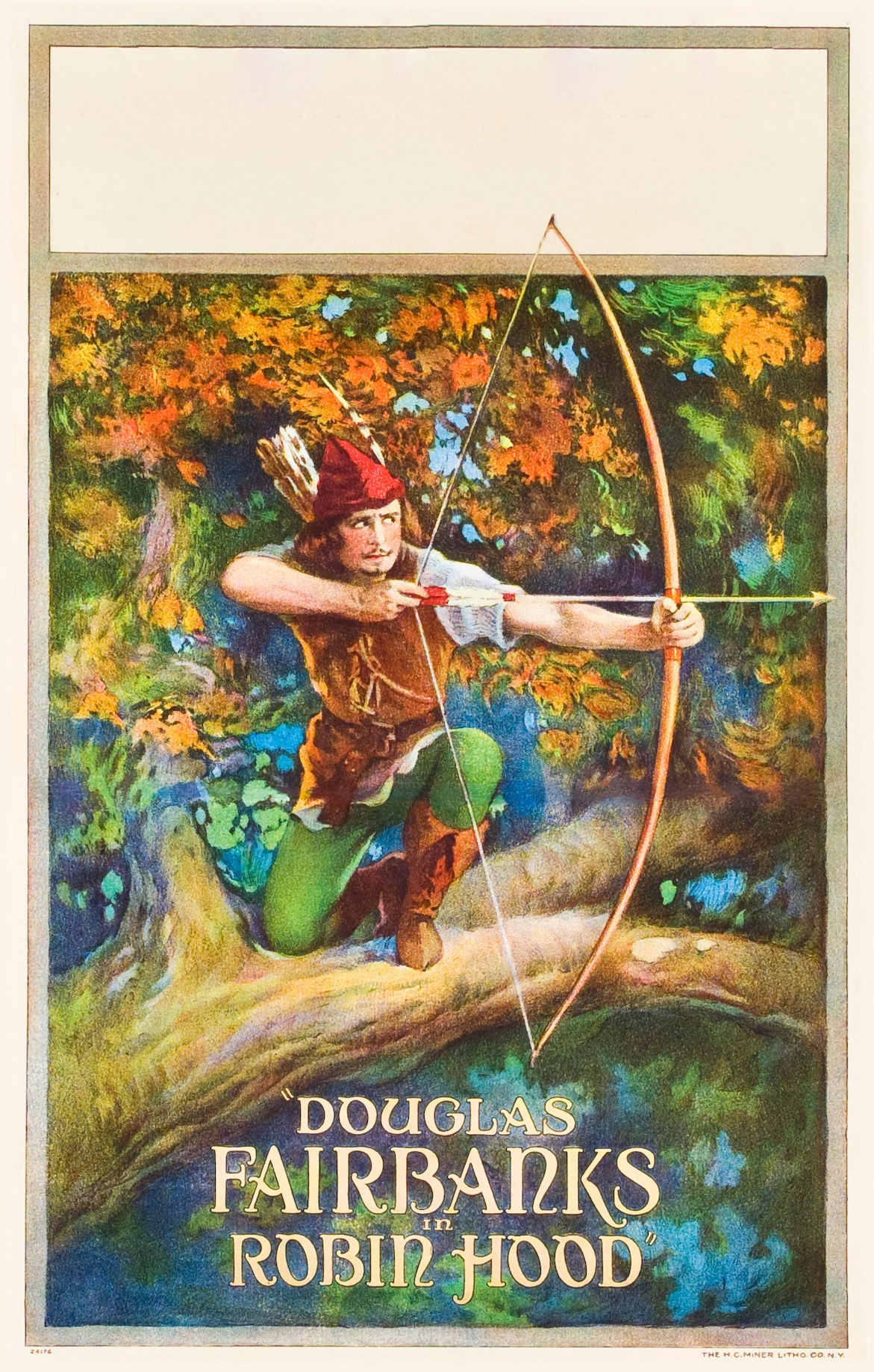
Actorul Douglas Fairbanks pe un poster al filmului mut Robin Hood, din 1922

## Vezi și
- Arc lung englezesc